# Vivian (Dakota del Sud)
Vivian és una població dels Estats Units a l'estat de Dakota del Sud. Segons el cens del 2000 tenia 131 habitants.

## Demografia
Segons el cens del 2000, Vivian tenia 131 habitants, 55 habitatges, i 36 famílies. La densitat de població era de 29,6 habitants per km².
Dels 55 habitatges en un 23,6% hi vivien nens de menys de 18 anys, en un 54,5% hi vivien parelles casades, en un 3,6% dones solteres, i en un 34,5% no eren unitats familiars. En el 34,5% dels habitatges hi vivien persones soles el 10,9% de les quals corresponia a persones de 65 anys o més que vivien soles. El nombre mitjà de persones vivint en cada habitatge era de 2,38 i el nombre mitjà de persones que vivien en cada família era de 3,06.
Per edats la població es repartia de la següent manera: un 19,1% tenia menys de 18 anys, un 6,1% entre 18 i 24, un 22,1% entre 25 i 44, un 29% de 45 a 60 i un 23,7% 65 anys o més.
L'edat mediana era de 46 anys. Per cada 100 dones de 18 o més anys hi havia 116,3 homes.
La renda mediana per habitatge era de 25.227 $ i la renda mediana per família de 26.477 $. Els homes tenien una renda mediana de 26.111 $ mentre que les dones 15.000 $. La renda per capita de la població era de 13.503 $. Entorn del 7,3% de les famílies i el 13,6% de la població estaven per davall del llindar de pobresa.

## Poblacions més properes
El següent diagrama mostra les poblacions més properes.